# Eddie Bracken
Edward Vincent Bracken (Astoria, Nueva York, 7 de febrero de 1915-Montclair, Nueva Jersey, 14 de noviembre de 2002) fue un actor estadounidense. Logró popularidad en el ambiente de Hollywood con su participación en las películas Hail the Conquering Hero y The Miracle of Morgan's Creek, ambas de 1944. Durante esa época también logró actuar en el teatro de Broadway, participando en obras y musicales como Too Many Girls (1939), entre otras.
En el ocaso de su carrera actuó en películas como National Lampoon's Vacation (1983), Oscar (1991), Home Alone 2: Lost in New York (1992) y Rookie of the Year (1993). El actor falleció en noviembre de 2002.

## Filmografía

### Cine y televisión
- Pacific Liner (1939)
- Too Many Girls (1940), como Jojo Jordan
- Life with Henry (1941), como «Dizzy» Stevens
- Reaching for the Sun (1941), como Benny Hogan
- Caught in the Draft (1941), como Bert Sparks
- Safeguarding Military Information (1942)
- The Fleet's In (1942), como Barney Waters
- Star Spangled Rhythm (1942), como Johnny Webster
- Sweater Girl (1942), como Jack Mitchell
- Happy Go Lucky (1943), como Wally Case
- Young and Willing (1943), como George Bodell
- The Miracle of Morgan's Creek (1944), como Norval Jones
- Hail the Conquering Hero (1944), como Woodrow Truesmith
- Rainbow Island (1944), como Toby Smith
- Bring on the Girls (1945), como J. Newport Bates
- Out of this World (1945), como Herbie Fenton
- Duffy's Tavern (1945), como Eddie Bracken
- Hold That Blonde (1945), como Ogden Spencer Trulow III
- Ladies' Man (1947), como Henry Haskell
- Fun on a Weekend (1947), como Pete Porter
- The Girl from Jones Beach (1949), como Chuck Donovan
- Summer Stock (1950), como Orville Wingait
- Two Tickets to Broadway (1951), como Lew Conway
- About Face (1952), como Biff Roberts
- We're Not Married! (1952), como Wilson Boswell «Willie» Fisher
- The Gulf Playhouse (1952), como Merivale R. Colquhoun
- A Slight Case of Larceny (1953), como Frederick Winthrop Clopp
- Lux Video Theatre (1953), como Larry
- Schlitz Playhouse (1953-1956)
- Playhouse 90 (1957), como Stephen Minch
- The Roaring 20s (1961), como Ace Johnson
- Always on Sunday (1962), como Bit Part
- Going My Way (1962), como Danny Everett
- Rawhide (1963-1964), como Edgar Allan Smithers / Morris G. Stevens
- Burke's Law (1964-1965), como Simeon Quatraine / «Evil Eye» Hatton
- Shinbone Alley (1970), como Archy
- The New Dick Van Dyke Show (1973), como Eddie
- Busting Loose (1977)
- National Lampoon's Vacation (1983), como Roy Walley
- Tales from the Darkside (1984)
- Murder, She Wrote (1985), como Barney Ogden
- Cuentos asombrosos, «Casa de fantasmas» (1986)
- The Golden Girls (1990), como Buzz
- Oscar (1991), como Five Spot Charlie
- Home Alone 2: Lost in New York (1992), como E. F. Duncan
- Rookie of the Year (1993), como Bob Carson
- Baby's Day Out (1994)
- The Brave Little Toaster to the Rescue (1997), como Sebastian